# M15 demande protection
Pour plus de détails, voir Fiche technique et Distribution.
M15 demande protection (The Deadly Affair) est un film d'espionnage britannique réalisé par Sidney Lumet et sorti en 1967. Il s'agit d'une adaptation du roman L'Appel du mort de John le Carré.

## Synopsis
Pendant la Guerre froide, en Angleterre. Charles Dobbs, officier au Secret Intelligence Service, MI5 (pour Military Intelligence, section 5), est chargé d'enquêter sur Samuel Fennan, suspecté de sympathies communistes. Convaincu, après un entretien, qu'il s'agit d'une erreur de jeunesse, Dobbs apprend le suicide de Fennan. Il est alors prié d'aller s'excuser auprès de sa veuve, qui lui impute la responsabilité de la mort de son mari. Au même moment, un vieil ami, compagnon de guerre, réapparaît dans sa vie.

## Fiche technique
Sauf indication contraire, les informations mentionnées dans cette section peuvent être confirmées par la base de données cinématographiques IMDb,  présente dans la section « Liens externes ».
- Titre français : M15 demande protection
- Titre original : The Deadly Affair
- Réalisation : Sidney Lumet, assisté de Brian W. Cook (non crédité)
- Scénario : Paul Dehn, d'après le roman L'Appel du mort de John le Carré
- Musique : Quincy Jones
- Photographie : Freddie Young
- Montage : Thelma Connell
- Direction artistique : John Howell
- Création des costumes : Cynthia Tingey
- Production : Sidney Lumet et Denis O'Dell producteur associé
- Société de production : Sidney Lumet Film Productions
- Société de distribution : Columbia Pictures
- Langue originale : anglais
- Pays de production :  Royaume-Uni
- Format : Couleur (Technicolor) - son monophonique (Westrex Recording System)
- Genre : drame, espionnage
- Durée : 115 minutes
- Dates de sortie : 
  - États-Unis : 26 janvier 1967 (New York)
  - Royaume-Uni : 2 février 1967
  - France : 14 juin 1967
- Affiche : Jean Mascii (France)

## Distribution
- James Mason (VF : William Sabatier) : Charles Dobbs
- Simone Signoret (VF : Elle-même) : Elsa Fennan
- Maximilian Schell (VF : Jean Berger) : Dieter Frey
- Harriet Andersson : Ann Dobbs
- Harry Andrews (VF : Louis Arbessier) : l'inspecteur Mendel
- Kenneth Haigh : Bill Appleby
- Roy Kinnear (VF : Jacques Marin) : Adam Scarr
- Max Adrian (VF : Jean Ozenne) : le conseiller Morton
- Lynn Redgrave : Virgin
- Robert Flemyng (VF : Gérard Férat) : Samuel Fennan
- Leslie Sands : l'inspecteur
- Corin Redgrave : David
- Sheraton Blount : Eunice Scarr
- Michael Brennan (VF : Jacques Ferrière) : William, le barman
- David Warner (VF : Hubert Noël) : l'acteur jouant le rôle-titre dans Edward II
- Michael Bryant : l'acteur jouant Gaveston dans Edward II

## Production
Le tournage a lieu à Londres et dans le Grand Londres (Cité de Westminster, Twickenham Film Studios, Barnes Common, Barnes, ...), dans le Surrey (Sunbury-on-Thames, studios de Shepperton).

## Commentaire
Dans le roman original, le personnage principal est George Smiley. Il est ici renommé Charles Dobbs car Paramount Pictures avait acquis les droits du nom du personnage pour L'Espion qui venait du froid (1965) de Martin Ritt.